# Julius Johannsen

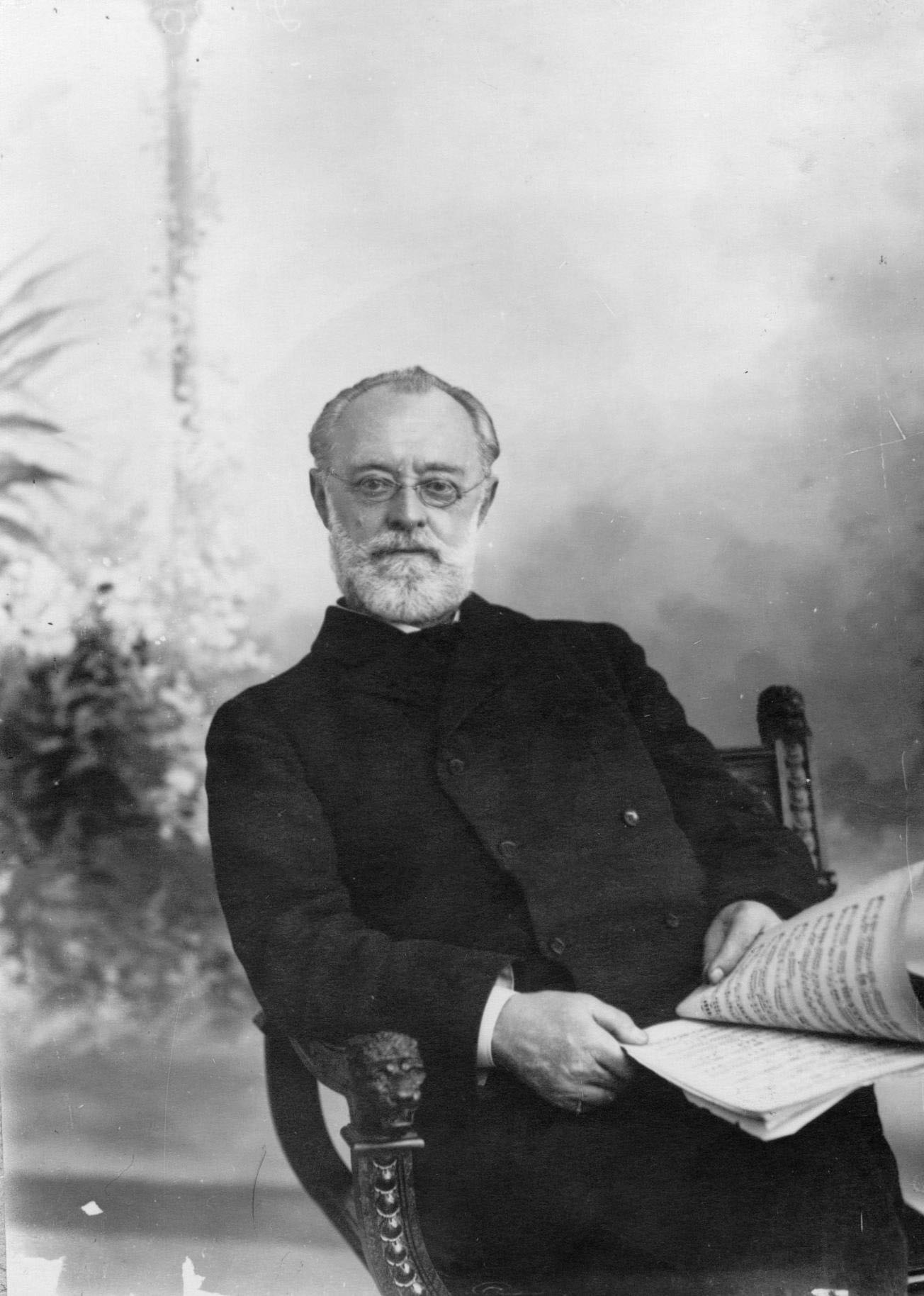
Julius Johannsen

Julius Ernst Christian Johannsen (russisch Юлий Иванович Иогансен; * 28. Februarjul. / 12. März 1826greg. in Kopenhagen; † 14. Julijul. / 27. Juli 1904greg. in Lohja-Paloniemi, Finnland) war ein dänisch-russischer Musiktheoretiker, Komponist und Musikpädagoge.

## Leben
Johannsen studierte am Leipziger Konservatorium bei Ignaz Moscheles Klavier und bei Felix Mendelssohn Bartholdy und Niels Wilhelm Gade Komposition. 1848 zog er nach Russland und arbeitete als Musiklehrer im Gouvernement Poltawa. 1852 ließ er sich in St. Petersburg nieder. 1866 übernahm er am Sankt Petersburger Konservatorium die Leitung der Kompositionstheorie-Klasse. 1871 wurde er Professor und Inspektor sowie 1891 Direktor des Konservatoriums (bis 1897). 1896 zog das Konservatorium in das neue Gebäude am Ort des abgerissenen Bolschoi-Theaters ein. Zu Johannsens Schülern gehörten Nikolai Rimski-Korsakow und Anatoli Ljadow.
Johannsen komponierte Romanzen und viele Stücke für Klavier, die nicht gedruckt wurden. Sein Lehrbuch des strengen Kontrapunkts wurde entsprechend seinem Willen nach seinem Tode auf Russisch als Übersetzung aus dem Deutschen von seinem Kompositionsschüler Nikolai Kasanli herausgegeben.
Johannsen wurde auf dem St. Petersburger Nowodewitschi-Friedhof begraben. Er war verheiratet mit Sarah von Johannsen und hatte sechs Kinder, darunter der Architekt Wilhelm Johannsen. Johannsens Tochter Luise Lucia von Johannsen (1865–1902) heiratete den Unternehmer Hendrik van Gilse van der Pals (1856–1928).